# Vivre (Noa)
Vivre è una canzone scritta da Luc Plamondon e Riccardo Cocciante per il musical Notre-Dame de Paris. il brano è stato registrato della cantante israeliana Noa e incluso nell'album Notre-Dame de Paris (1997). La canzone fu registrata anche dalla cantante francese Hélène Ségara nel 1998, scelta per interpretare il ruolo di Esmeralda nel musical rifiutato da Noa.
La canzone fu interpretata anche da Céline Dion, la quale registrò una versione in lingua inglese adattata da Will Jennings, intitolata Live (for the One I Love) e inclusa nella raccolta del 1999, All the Way... A Decade of Song. Nel 2000, sia la versione della Dion che un'altra registrata da Tina Arena, furono incluse nella versione in lingua inglese dell'album Notre-Dame de Paris.

## Contenuti, successo commerciale e pubblicazioni
La cantante israeliana Achinoam Nini, in arte Noa, registrò le canzoni interpretate dal personaggio di Esmeralda in francese per la colonna sonora originale del musical Notre-Dame de Paris. Rilasciata nel gennaio 1997, la colonna sonora salì in testa alla classifica degli album più venduti in Francia e vi rimase per diciassette settimane, ottenendo infine la certificazione di disco di diamante dopo aver venduto oltre due milioni di copie. L'album è uno dei più venduti di tutti i tempi in Francia. Vivre fu pubblicato come primo singolo promozionale dell'album nel febbraio 1998. Il brano fu prodotto da Riccardo Cocciante, Jannick Top e Serge Perathoner.
Il singolo raggiunse la posizione numero venti della classifica dei singoli più venduti in Francia e in totale vi rimase per diciotto settimane. Vivre fece meglio in Belgio Vallonia dove raggiunse la dodicesima posizione, rimanendo in classifica diciannove settimane.
Vivre è stato inserito anche nel greatest hits francese di Noa, Le Meilleur de Noa (1999).

## Videoclip musicale
Per la promozione del singolo fu realizzato anche un videoclip musicale pubblicato nel 1997. Il videoclip mostra la cattedrale di Notre-Dame uscire dalle profondità della terra e ospitare una danzante Noa che interpreta. tra la tempesta e le colonne dell'edificio, la sua canzone d'amore.

## Formati e tracce
CD Singolo (Francia) (Pomme Music: 996 041)
1. Noa (Esmeralda) – Vivre – 3:51 (testo: Luc Plamondon – musica: Riccardo Cocciante)
2. Bruno Pelletier (Gringoire), Daniel Lavoie (Frollo), Garou (Quasimodo) – Les cloches – 5:32 (testo: Plamondon – musica: Cocciante)

## Classifiche
| Classifica (1998)             | Posizione massima raggiunta |
| ----------------------------- | --------------------------- |
| Belgio Vallonia (Ultratop 50) | 12                          |
| Francia (SNEP)                | 20                          |

## Crediti e personale
- Musica di - Riccardo Cocciante
- Produttore - Riccardo Cocciante, Serge Perathoner, Jannick Top
- Testi di - Luc Plamondon

## Live (for the One I Love)(versione di Céline Dion)
Live (for the One I Love) è la cover in lingua inglese del brano Vivre, registrata dalla cantante canadese Céline Dion. Il brano fu inserito nell'album All the Way... A Decade of Song (1999) e rilasciato come secondo singolo promozionale in Europa il 14 febbraio 2000.

### Antefatti, contenuti e pubblicazioni
Dopo il successo ottenuto dal musical Notre-Dame de Paris nel 1998 e nel 1999, tutte le canzoni della colonna sonora furono tradotte in lingua inglese dal cantautore statunitense Will Jennings. Vivre, tema principale della colonna sonora, fu re-intitolata Live (for the One I Love) e fu registrata dalla cantante canadese Céline Dion. Il brano prodotto da David Foster, fu pubblicato in Europa come secondo singolo promozionale della raccolta All the Way... A Decade of Song insieme a tracce secondarie come Then You Look at Me e Un garçon pas comme les autres (Ziggy), quest'ultimo scritto da Plamondon.
La cover di Céline Dion è stata pubblicata anche nella versione inglese dell'album Notre-Dame de Paris, pubblicata il 21 febbraio 2000. Fu al momento dell'uscita che Luc Plamondon creò il ruolo di Esmeralda ispirandosi proprio a Céline, che le raccontò quando partecipò allo spettacolo di Parigi.

### Successo commerciale e di critica
Il singolo raggiunse la top 100 delle classifiche di diversi paesi, tra cui la numero 23 in Canada, la numero 47 in Belgio Vallonia e la numero 63 in Francia.
Stephen Thomas Erlewine, editore di AllMusic, citò insieme ad I Want You to Need Me e Then You Look at Me, la cover realizzata dalla Dion in una recensione della sua raccolta scrivendo: "Non è male, ma non è così memorabile, soprattutto se paragonata agli altri successi."

### Videoclip musicale e interpretazioni dal vivo
Live (for the One I Love) fu promosso anche da un videoclip musicale realizzato e diretto da Bille Woodruff e pubblicato nel 2000. Il videoclip mostra Cèline che interpreta il brano in una casa rustica, da cui esce seguendo delle luci che la guidano verso un luogo antico coperto da alberi e piante. Successivamente il videoclip fu incluso nel DVD All the Way... A Decade of Song & Video della Dion.
Céline interpretò la canzone alla fine del 1999, durante la promozione di All the Way... A Decade of Song in molti show televisivi francesi ed europei e anche durante l'ultimo concerto del suo Let's Talk About Love World Tour.

### Formati e tracce
CD Singolo Promo (Europa) (Columbia: SAMPCS 8302 1)
1. Live – 3:58 (testo: Will Jennings, Luc Plamondon – musica: Riccardo Cocciante)

CD Singolo (Europa) (Columbia: COL 668966 1)
1. Live (for the One I Love) – 3:58 (testo: Jenning, Plamondon – musica: Cocciante)
2. Then You Look at Me – 4:09 (testo: Jennings – musica: James Horner)

CD Singolo (Europa) (Columbia: COL 668966 2)
1. Live (for the One I Love) – 3:58 (testo: Jennings, Plamondon – musica: Cocciante)
2. Then You Look at Me – 4:09 (testo: Jennings – musica: Horner)
3. Un garçon pas comme les autres (Ziggy) – 3:19 (testo: Plamondon – musica: Michel Berger)

### Classifiche
| Classifica (2000)                        | Posizione massima raggiunta |
| ---------------------------------------- | --------------------------- |
| Belgio Fiandre (Ultratip Bubbling Under) | 13                          |
| Francia (SNEP)                           | 63                          |
| Paesi Bassi (Dutch Top 40 Tipparade)     | 22                          |
| Paesi Bassi (Single Top 100)             | 89                          |
| Polonia (ZPAV)                           | 12                          |
| Svizzera (Schweizer Hitparade)           | 82                          |

### Crediti e personale
Registrazione
- Registrato ai Chartmarker Studios di Malibù (CA), Paradise Sounds (FL)

Personale
- Arrangiato da - David Foster
- Mixato da - Humberto Gatica
- Musica di - Riccardo Cocciante
- Produttore - David Foster
- Produttore esecutivo - John Doelp, Vito Luprano
- Testi di - Will Jennings, Luc Plamondon

## Live for the One I Love(versione di Tina Arena)
Live for the One I Love è la cover registrata dalla cantante australiana Tina Arena in seguito alla sua interpretazione del personaggio Esmeralda nel musical Notre-Dame de Paris. Il brano fu rilasciato come singolo promozionale della versione inglese dell'album Notre-Dame de Paris il 6 marzo 2000 nel Regno Unito.

### Antefatti e pubblicazioni
Tina Arena interpretò il ruolo di Esmeralda nella produzione londinese del musical di Notre-Dame de Paris nel 2000. Luc Plamondon dopo aver notato le sue capacità di esibizione in vari spettacoli televisivi francesi decise di contattare e affidarle il personaggio del suo musical. Tina registrò quattro canzoni per la versione in lingua inglese dell'album Notre-Dame de Paris, tra cui Live for the One I Love.

### Contenuti, successo commerciale e interpretazioni dal vivo
La versione di Tina Arena fu rilasciata come singolo promozionale nel Regno Unito il 6 marzo 2000. Il singolo, prodotto da Ric Wake, conteneva anche delle versioni remix curate e prodotte da Soda Club.
Live for the One I Love entrò nella classifica inglese il 14 maggio 2000 raggiungendo la posizione numero 63.
La canzone fu presentata dal vivo nel programma televisivo francese di prima serata Tapis Rouge da Tina Arena che alla fine della performance scoppia in lacrime. La cantante interpretò il suo singolo anche ai World Music Awards 2000 a Monte Carlo, dove ricevette il riconoscimento di Artista australiana dell'anno ad aver venduto di più nel mondo.

### Formati e tracce
CD Singolo Promo (Regno Unito) (Columbia: XPCD 1244)
1. Live for the One I Love – 3:37 (testo: Will Jennings, Luc Plamondon – musica: Riccardo Cocciante)
2. Live for the One I Love (Soda Club Radio Mix) – 3:16 (testo: Jennings, Plamondon – musica: Cocciante)

CD Singolo (Regno Unito) (Columbia: 669133 2)
1. Live for the One I Love – 3:37 (testo: Jennings, Plamondon – musica: Cocciante)
2. Live for the One I Love (Soda Club Radio Mix) – 3:16 (testo: Jennings, Plamondon – musica: Cocciante)
3. Live for the One I Love (Show Version) – 3:50 (testo: Jennings, Plamondon – musica: Cocciante)
4. Live for the One I Love (Video)

LP Singolo 12" Promo (Columbia: XPR 2546)
1. Live for the One I Love (Soda Club Mix) – 6:30 (testo: Jennings, Plamondon – musica: Cocciante)
2. Live for the One I Love (Soda Club Dub) – 7:12 (testo: Jennings, Plamondon – musica: Cocciante)

### Versioni ufficiali
- Live for the One I Love (Album Version) – 3:37
- Live for the One I Love (Show Version) – 3:50
- Live for the One I Love (Soda Club Dub) – 7:12
- Live for the One I Love (Soda Club Mix) – 6:30
- Live for the One I Love (Soda Club Radio Mix) – 3:16

### Classifiche
| Classifica (2000)                            | Posizione massima raggiunta |
| -------------------------------------------- | --------------------------- |
| Regno Unito (Official Singles Chart Top 100) | 63                          |

### Crediti e personale
- Arrangiato da - Ric Wake
- Musica di - Riccardo Cocciante
- Produttore - Ric Wake
- Testi di - Will Jennings, Luc Plamondon

## Cover di altri interpreti
- Nel 1997, Hélène Ségara fece il provino per il ruolo di Esmeralda, la protagonista femminile del musical Notre-Dame de Paris, scritto da Luc Plamondon e Riccardo Cocciante. Inizialmente fu scelta la cantante israeliana Noa, la quale rifiutò di interpretare il ruolo dopo aver registrato la traccia principale del musical. Plamondon e Cocciante dovettero così affrontare il problema di trovare una nuova Esmeralda e fu allora che la coppia ebbe l'idea di ingaggiare Ségara. Dopo la prima a Parigi nel settembre 1998, il musical divenne un fenomeno teatrale con incassi esorbitanti. Nel 1998 Hélène registrò e incluse la sua versione di Vivre nella riedizione del suo album Cœur de verre.[25]
- Nel 2000, dopo l'ultima esibizione di Tina Arena nel ruolo di Esmeralda tenutasi nel West End di Londra, la cantante e attrice australiana Dannii Minogue fu assunta per interpretare il ruolo della protagonista. Sebbene la sua versione di Live for the One I love non sia mai stata pubblicata come singolo, fu realizzato un videoclip musicale live in cui si esibiva in costume e sul palco del musical. Il video fu incluso come bonus track nella versione retrospettiva del DVD Dannii Minogue: The Video Collection (2007).[26]
- Nel 2016, la cantante libanese Hiba Tawaji fu scelta per impersonare Esmeralda nel revival francese del musical. Nel novembre dello stesso anno, la sua versione di Vivre fu pubblicata negli store digitali e nelle piattaforme streaming. Il videoclip musicale di accompagnamento, girato a Parigi, presenta delle scene girate lungo la Senna con sfondo la cattedrale di Notre-Dame.[27]